# Transition Towns

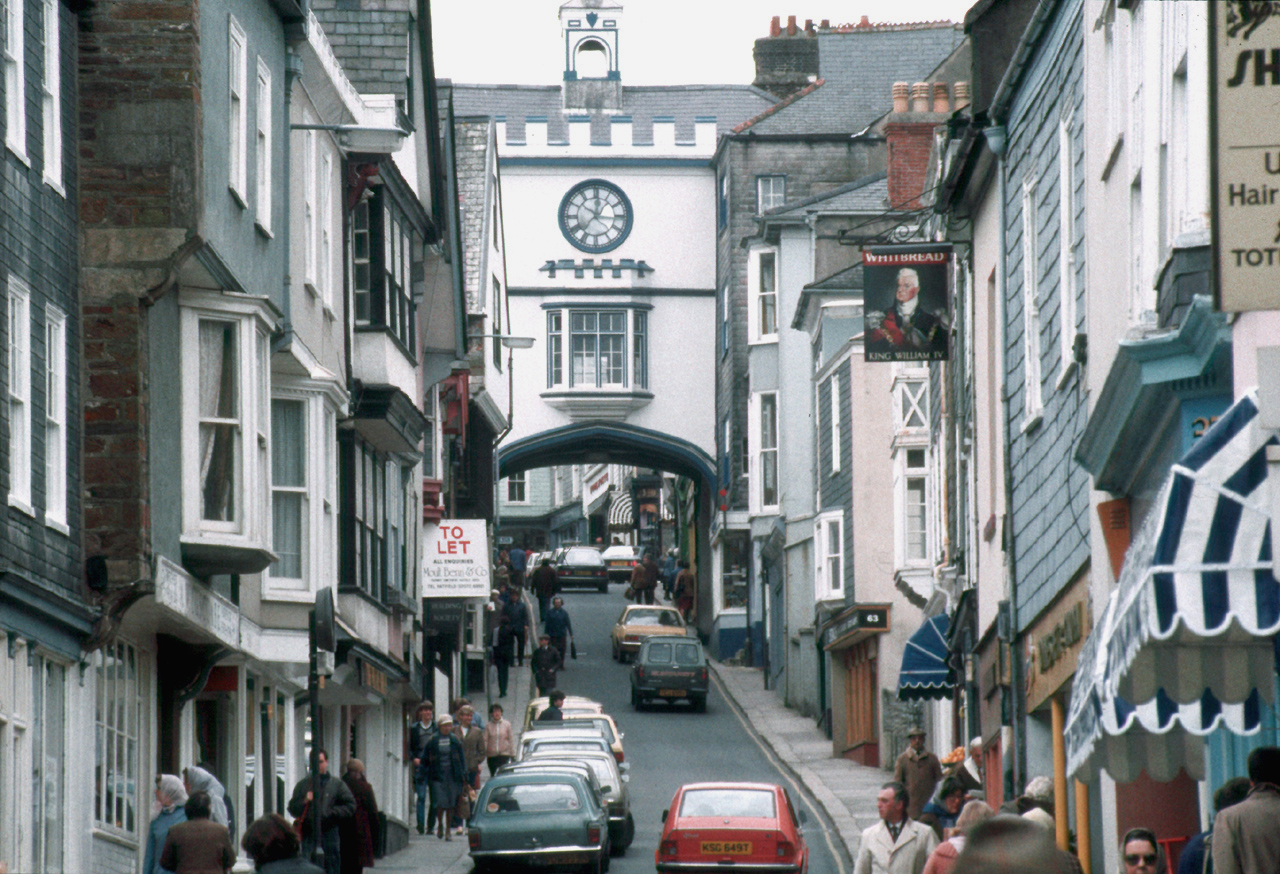
Przykład Transition Town – Totnes w hrabstwie Devon w Wielkiej Brytanii

Transition Towns (pol. Miasta Przemian; synonimy angielskie: Transition network (małe n) lub Transition Movement) – oddolny ruch ogólnoświatowy na rzecz dostosowania się do zmniejszającej się ilości paliw kopalnych, zmian klimatu i wahań ekonomicznych, również mający na celu stworzenie silniejszych i szczęśliwszych społeczności ludzkich. Kierunki oddolnego działania ruchu są zgodne z zasadami zrównoważonego rozwoju, ustalanymi odgórnie m.in. na konferencjach ONZ, np. „Mamy tylko jedną Ziemię”  w Sztokholmie (1972) oraz podczas Szczytów Ziemi 1992 i 2002, i wdrażanymi w programie edukacyjnym UNESCO Teaching and Learning for a Sustainable Future (dział Sustainable communities; marzec 2010).
Idea Miast Przemian rozprzestrzeniła się także na inne zbiorowości ludzkie (np. gminy, wsie czy wyspy), w związku z tym można też spotkać się z określeniem Transition Initiatives (Inicjatywy Przemian).
Według danych ze stycznia 2013 zostało zarejestrowanych 1075 inicjatyw tego typu, działających w 35 krajach świata, z czego ponad 500 w 23 krajach europejskich. Jedna z inicjatyw działa w Polsce, jest nią Sopocka Inicjatywa Rozwojowa.

## Geneza
Jest to ruch społeczny, „założony (częściowo) na zasadach permakultury” (“founded (in part) upon the principles of permaculture”), w oparciu o podręcznik Billa Mollisona Permaculture, a Designers Manual (1988) i 12 zasad projektowania permakulturowego zaczerpniętych z książki Davida Holmgrena pt. Permaculture: Principles and Pathways Beyond Sustainability (2003). Zostały one również zawarte w studenckim projekcie Kinsale Energy Descent Action Plan pod opieką instruktora permakultury Roba Hopkinsa w college'u Kinsale Further Education College w Irlandii.
Idea przemian wyłoniła się w drodze prac, jakie projektant permakultury Rob Hopkins prowadził ze studentami Kinsale Further Education College, tworząc dla miasta plan zmniejszania zapotrzebowania na energię "Energy Descent Action Plan". Plan uwzględniał kreatywne rozwiązania w wielu dziedzinach, takich jak wytwórczość energii, zdrowie, edukacja, gospodarka i rolnictwo, będące drogą do zrównoważonej przyszłości miasta. Dwie studentki Hopkinsa, Louise Rooney i Catherine Dunne, opracowując koncepcję przemian, ukuły termin transition town i posunęły się aż do zaprezentowania idei radzie miejskiej w Kinsale, co zaowocowało historyczną decyzją radnych o przyjęciu planu i podjęciu działań na rzecz niezależności energetycznej miasta.
Po rozpoczęciu działalności w Kinsale w Irlandii, ruch przeniósł się do Totnes w Anglii, gdzie w latach 2005 i 2006 Rob Hopkins i Naresh Giangrande rozwijali jego koncepcję i organizowali spotkania z mieszkańcami. Ich celem było uświadomienie społeczności podwójnego problemu zmiany klimatu i wyczerpywania się pokładów ropy naftowej. W 2007, kiedy do działaczy dołączył dyrektor Sustrans Pete Lipman, założono organizację charytatywną Transition Network Ltd, łączącą społeczności na całym świecie podczas podejmowanego przez nie procesu przemian i służącą im informacjami.
Inicjatywa szybko nabrała rozgłosu, a ilość wspólnot uczestniczących w projekcie wzrastała w miarę zdobywania przez dane miejsca statusu „oficjalnych” miejsc przemian. Strona internetowa The Transition Network zawiera wykaz zarejestrowanych inicjatyw (1075 w dniu 8 stycznia 2013). W styczniu 2013 było już 441 wspólnot o statusie „oficjalnych” Transition Towns, zlokalizowanych m.in. w Wielkiej Brytanii, Irlandii, Kanadzie, Australii, Nowej Zelandii, Stanach Zjednoczonych, Włoszech i Chile. Termin Transition Towns ewoluował w Transition Initiatives, aby odzwierciedlić rodzaje wspólnot podejmujących akcję, np. miasteczka (Kinsale), dzielnice miast (Brixton), duże miasta (Edynburg) czy całe rejony i dystrykty (Penwith).

## Cechy
Głównym celem ruchu jest podniesienie świadomości potrzeby zrównoważonego stylu życia i stworzenie lokalnej odporności ekologicznej w najbliższej przyszłości. Społecznościom zaleca się poszukiwanie sposobów zmniejszenia zużycia energii poprzez np. skracanie długich łańcuchów dostaw podstawowych towarów, które to całkowicie zależą od dostępności paliw kopalnych. Przede wszystkim chodzi o dostawy żywności, której idealną odległość transportu działacze określają jako "Food feet, not food miles!" („stopy żywnościowe, nie mile żywnościowe”. „Mila żywnościowa” to jednostka odległości, na jaką transportowana jest żywność.) Wśród inicjatyw znalazły się takie projekty, jak stworzenie wspólnego ogrodu w celu produkcji żywności; produkcja żywności w nieoczekiwanych miejscach (np. jak robi to akcja Incredible Edible Todmorden), sadzenie drzew w przestrzeni miejskiej, wymiana odpadów pomiędzy firmami, mająca na celu dopasowanie odpadów jednej gałęzi przemysłu do materiałów przetwarzanych przez drugą.
O ile cele są podobne, różne są metody realizacji. Np. Totnes wprowadziło lokalną walutę, Totnes pound, którym można płacić w miejscowych sklepach, co pomaga zmniejszyć „mile żywnościowe” i jednocześnie wspiera lokalny handel. Własną walutę wprowadzono też w Lewes (Lewes pound), Stroud (Stroud pound) oraz Brixton (Brixton pound).

## Wizja przyszłości
Kluczową koncepcją w ruchu przemian jest nie tylko odpowiedź na pytanie, jak ma wyglądać przyszłość; ale tworzenie opowiadań i mitów przedstawiających społeczność w przyszłości w formie praktycznej wizji. Mają one przenieść czytelnika w świat, jaki zaistniał po upływie iluś lat i pomóc wyobrazić sobie nowe warunki. Zasadą ruchu jest nie walka przeciwko czemuś, ale dążenie do pozytywnych możliwości i obfitości w przyszłości, takich jak zwiększenie ilości wolnego czasu, mniej stresu, poprawa stanu zdrowia i zwiększenie poczucia szczęścia; przy zmniejszonym zapotrzebowaniu na energię. W Totnes powołano specjalny zespół Transition Tales, grupujący dziennikarzy, powieściopisarzy, artystów i poetów, w celu pisania tekstów o procesie przemian z różnych punktów widzenia. Część z nich zawarta jest w książce Roba Hopkinsa The Transition Handbook. Są to fikcyjne opowiadania i artykuły prasowe z przyszłości, relacjonujące zaistniałe zmiany, np. odejście od modelu indywidualnej własności samochodów, powstanie małych lokalnych szkół, użycie miejscowej waluty, lokalna produkcja żywności, wykorzystywanie dostępnej ziemi do uprawy żywności nawet w dużych miastach, rozwój naturalnego budownictwa.
Integralną częścią filozofii ruchu przemian jest pogląd, że życie bez polegania na paliwach kopalnych będzie przyjemniejsze niż obecnie:

„zmieniając sposób myślenia możemy dostrzec w nadchodzącej erze-po-taniej-ropie szansę, a nie zagrożenie, i zaprojektować przyszły wiek małej ilości węgla tak, aby był odporny na warunki zewnętrzne, pełen obfitości i sukcesów – aby był o wiele lepszym miejscem do życia, niż nasza obecna wyobcowana kultura konsumencka oparta na zachłanności, wojnach i micie ciągłego wzrostu”
("by shifting our mind-set we can actually recognise the coming post-cheap oil era as an opportunity rather than a threat, and design the future low carbon age to be thriving, resilient and abundant — somewhere much better to live than our current alienated consumer culture based on greed, war and the myth of perpetual growth.")

Podobnie, wizją narodowego hubu Transition US jest, 

...aby każda wspólnota w Stanach Zjednoczonych zaangażowała się we wspólną kreatywność, w celu rozpętania wyjątkowej, historycznej przemiany ku przyszłości poza paliwa kopalne; przyszłości bardziej tętniącej życiem, obfitej i odpornej; takiej, która jest ostatecznie bardziej pożądana niż stan obecny.
(...that every community in the United States will have engaged its collective creativity to unleash an extraordinary and historic transition to a future beyond fossil fuels; a future that is more vibrant, abundant and resilient; one that is ultimately preferable to the present)

## Zasady
Ruch opiera się na kilku najważniejszych zasadach::
1. Rozumienie ograniczenia zasobów i budowanie trwałości – paląca potrzeba zredukowania emisji dwutlenku węgla, znacznego zredukowania uzależnienia od paliw kopalnych i mądrego korzystania z pozostałych zasobów jest najważniejsza we wszystkim co robimy.
2. Promowanie inkluzywności i sprawiedliwości społecznej – najbardziej poszkodowani i najbiedniejsi ludzie w naszych społecznościach najgorzej ucierpią wskutek drożejących paliw i żywności, niedostatku zasobów i ekstremalnych zjawisk pogodowych. Chcemy zwiększyć szanse wszystkich grup społecznych na godne życie, w zdrowiu i mając środki do życia.
3. Subsydiarność – promujemy samorządność i podejmowanie decyzji na najbardziej odpowiednim poziomie.
4. Dążenie do równowagi – w odpowiedzi na nagłe, globalne wyzwania, jednostki i grupy mogą odczuwać stres, chęć zamknięcia się zamiast dążenia do otwartości, łączenia i kreatywności. Tworzymy przestrzeń dla refleksji, celebrowania i wypoczynku by zrównoważyć czas, gdy jesteśmy zajęci realizacją zadań. Poznajemy różne sposoby pracowania, które angażują nasze umysły, ręce i serca i pozwalają nam rozwijać współpracę i zaufanie.
5. Bycie częścią eksperymentalnej, uczącej się sieci – Transition to globalny eksperyment społeczny w prawdziwym życiu, w czasie rzeczywistym. Przynależność do sieci oznacza że możemy wprowadzać zmiany szybciej i bardziej efekywnie, korzystając wzajemnie ze swoich doświadczeń i wglądu. Chcemy uczyć się zarówno na błędach, jak i sukcesach - jeśli mamy odważnie szukać nowych sposobów na życie i pracę, nie zawsze się uda za pierwszym razem. Będziemy otwarci i aktywnie poszukujący opinii innych.
6. Otwarte dzielenie się pomysłami i mocą – Transition to ruch oddolny, gdzie idee mogą rozprzestrzeniać się szybko, szeroko i efektywnie, ponieważ każda społeczność sama dba o ten proces. To wygląda różnie w różnych miejscach i chcemy raczej wzmacniać niż ograniczać tę różnorodność.
7. Współpraca i szukanie synergii – ideą jest współpraca jako społeczność, uwalnianie zbiorowej mądrości która pozwoli mieć większą siłę niż jednostka.
8. Sprzyjanie pozytywnym wizjom i kreatywności - naczelną zasadą jest nie być przeciwko czemuś, ale za rozwijaniem i promowaniem pozytywnych szans. Wierzymy w korzystanie z twórczych metod angażowania i włączania ludzi, zachęcając ich do wyobrażenia sobie przyszłości w jakiej chcieliby żyć.

## 12 kroków / 5 etapów
Początkowo ruch wyróżniał 12 kroków (zwanych też składnikami) tworzenia lokalnej akcji przemian, jednak z czasem te zalecenia ewoluowały w złożony program, wyróżniający 5 etapów, każdy z licznymi składowymi. Ruch jednocześnie stwierdza, że nie ma idealnej recepty na zakładanie lokalnej inicjatywy. Obecnie (2013) pięć etapów formowania lokalnej akcji przemian to:
1. Początek (m.in. tworzenie grupy, włączanie i różnorodność, wzajemny szacunek, wizja, sztuka, tworzenie grup roboczych, przemiana wewnętrzna)
2. Dalsze kroki (m.in. umiejętności praktyczne, lokalna żywność, dostęp do ziemi, edukacja)
3. Tworzenie powiązań (m.in. tworzenie sieci inicjatyw przemian, współpraca z radą miejską, lokalnymi firmami i młodzieżą, opowiadanie historii)
4. Budowanie (m.in. plan odejścia od energii, wspólna przedsiębiorczość, infrastruktura lokalna, własność spółdzielcza, myślenie strategiczne)
5. Odważ się marzyć (zasady przemian, inwestycje w przemiany, wymiana doświadczeń)

## Media
Ruch nakręcił dwa filmy ukazujące istotę przemian: In Transition 1.0 (2009) oraz In Transition 2.0 (2012). Pierwszy z nich jest dostępny bezpłatnie w internecie również w polskiej wersji językowej.
W 2008 idea Transition Towns została przedstawiona w nadawanym od lat 50. słuchowisku BBC Radio 4 z cyklu The Archers o mieszkańcach fikcyjnej wsi Ambridge. Słuchowisko adresowane jest przede wszystkim do mieszkańców wsi, a w kwestie postaci wplatane są informacje z zakresu rolnictwa.

## Nagrody
W grudniu 2012 ruch otrzymał od Europejskiego Komitetu Ekonomiczno-Społecznego Nagrodę EKES-u Dla Społeczeństwa Obywatelskiego, gdzie zajął pierwsze miejsce.
W 2011 inicjatywa Transition Together w Transition Town Totnes została nagrodzona Ashden Awards for Sustainable Energy za społeczną akcję zmniejszenia ilości emisji dwutlenku węgla do atmosfery. 468 domostw w Totnes zmniejszyło emisję CO2 o 600 ton rocznie, a zarazem zaoszczędziło średnio £570 każde. Niektóre domy zostały wyposażone w ogniwa słoneczne. Projekt od początku zakładał podejmowanie tylko działań niskokosztowych lub bezkosztowych. Nazwę projektu Transition Together zmieniono na Transition Streets.
W 2009 tygodnik The Observer nagrodził lidera ruchu, Roba Hopkinsa, odznaczeniem Grassroots campaigner award w dziedzinie etyki.

## Publikacje
Transition Network Ltd, brytyjska organizacja charytatywna, której misją jest „inspirowanie, zachęcanie, łączenie, wspieranie i szkolenie wspólnot podczas gdy wcielają one model przemian w odpowiedzi na zmiany klimatyczne, Peak Oil i kurczenie się gospodarki” ("inspire, encourage, connect, support and train communities as they adopt/adapt the transition model in response to climate change, peak oil and economic contraction")  wychodzi naprzeciw światowym inicjatywom oferując na stronie internetowej materiały w wielu językach, m.in. portugalskim, niderlandzkim, niemieckim, hiszpańskim, węgierskim, włoskim, japońskim, irlandzkim. Wydaje także publikacje książkowe wspierające jej działalność. Mają one pomóc społecznościom na różnych etapach rozwoju inicjatyw.
- The Transition Handbook: from oil dependency to local resilience – Rob Hopkins (2008 + dwa dodruki w tym samym roku[43])
- The Transition Timeline: for a local, resilient future – Shaun Chamberlin (2009)
- Local Food: how to make it happen in your community – Tamzin Pinkerton i Rob Hopkins (2009)
- Local Money: how to make it happen in your community – Peter North (2010)
- Local Sustainable Homes: how to make them happen in your community – Chris Bird (2010)
- Communities, Councils and a Low Carbon Future: what we can if governments won’t – Alexis Rowell (2010)
- The Transition Companion: Making Your Community More Resilient in Uncertain Times – Rob Hopkins (2011)

W 2008 książka The Transition Handbook znalazła się na 5 miejscu wśród wakacyjnych lektur posłów do parlamentu Wielkiej Brytanii.